# 高津仲次郎
高津 仲次郎（たかつ なかじろう、1857年11月24日（安政4年10月8日） - 1928年（昭和3年）12月19日）は、明治から昭和時代初期の政治家、実業家。衆議院議員（4期）、群馬県会議員（7期）、従六位。

## 経歴
上野国緑野郡中島村（群馬県緑野郡小野村、多野郡小野村を経て現藤岡市）の高津類蔵（のち安蔵に改名）の次男として生まれる。母くめ、兄佐市は仲次郎の幼少時に死去した。生家は養蚕業を生業とした。幼くして渋川の藍園義塾に入り、漢学を修めたのち、1882年（明治15年）上京し専修学校に入り、法学および経済学を学んだ。さらに1883年（明治16年）埼玉県の発陽学舎に入り英学を修めた。1885年（明治18年）再び上京し旧制東京専門学校に入り英学および政治学を学んだ。
1884年（明治17年）群馬県会議員に当選。翌年、同常置委員に挙げられた。政府の養蚕業への干渉を憂い、1887年（明治20年）同志を募り上毛倶楽部を組織し、各地で政談演説を開いた。1888年（明治21年）上京の折保安条例により退去を命じられる。同年上毛倶楽部は上毛政社と改称。さらに上毛民会を組織し、県下の養蚕業者を率いた。ほか、電気事業にも関与し、群馬電力および烏川電力を創立し同取締役を務め、東京電力、渡良瀬水電各取締役、上毛電気鉄道監査役などを歴任した。
1886年（明治19年）に前橋英学校を設立。同校は経営難で一度閉校したのち前橋英和女学校として再建され、現在の共愛学園へと至る。
また、廃娼運動では竹越與三郎らと群馬県下各地で廃娼演説会を行い、積極的に運動を進めた。
1890年（明治23年）7月の第1回衆議院議員総選挙では群馬県第3区から出馬し当選。その後、第5回、第11回（補欠選挙）、第16回総選挙でも当選し、衆議院議員に通算4期在任した。
大浦事件で1916年に一審二審ともに、懲役2か月執行猶予3年追徴金2500円の判決を受けた。これにより大礼記念章を褫奪された。

## 著作
- 編『中島水害誌』高津仲次郎、1911年。
- 丑木幸男編『高津仲次郎日記 1』群馬県文化事業振興会、1998年。
- 丑木幸男編『高津仲次郎日記 2』群馬県文化事業振興会、1999年。
- 丑木幸男編『高津仲次郎日記 3』群馬県文化事業振興会、2000年。

## 伝記
- 丑木幸男『評伝高津仲次郎』群馬県文化事業振興会、2002年。

## 親族
- 三男 高津渡（1900-1926、社会主義者）[7]